# Matjaž Zupan
Matjaž Zupan (né le 27 septembre 1966) est un sauteur à ski yougoslave.
Il a également concouru sous les couleurs de la Slovénie dont il est l'entraineur national de 1996 à 2006 (adjoint jusqu'en 1999). Il entraine ensuite l'équipe B de République tchèque en 2007 et 2008, puis à nouveau de l'équipe slovène de 2008 à 2011 ; en 2011, il entraine l'équipe de France de saut à ski.

## Palmarès

### Jeux olympiques
| Épreuve / Édition | Calgary 1988 | Albertville 1992 | Lilleammer 1994 |
| Petit Tremplin    | 16e          | 18e              | -               |
| Grand Tremplin    | 9e           | 27e              | 33e             |
| Par Equipes       | Argent       | 6e               | -               |

### Championnats du monde
| Épreuve / Édition | Oberstdorf 1987 | Lahti 1989 | Falun 1993 |
| Petit Tremplin    | 30e             | 20e        | -          |
| Grand Tremplin    | 4e              | 36e        | 35e        |

### Championnats du monde de vol à ski
| Épreuve / Édition | Oberstdorf 1988 | Vikersund 1990 | Harrachov 1992 | Planica 1994 |
| Individuel        | 10e             | 36e            | 27e            | 27e          |

### Coupe du monde
- Meilleur classement final: 23e en 1987.
- Meilleur résultat: 2e.